# Миломир Краговић
Миломир Краговић (Рашка, 17. септембар 1949) српски је књижевник. 

## Биографија
Краговић се школовао у Рашкој, Краљеву и Београду. По професији је економиста.
Био је дугогодишњи уредник Омладинских новина, Борбе, Осмице, Верзал-преса, Вечерњих новости, а последњих двадесетак година професионално се бави издаваштвом. Члан је Удружења за културу, уметност и међународну сарадњу Адлигат ком је поклонио Збирку са посебним предметима која садржи више стотина књига са посветама, освојеним наградама и рукописе.
Објавио је више књига поезије за децу и одрасле, неколико романа, а заступљен је у домаћим и страним антологијама поезије. Његова дела превођена су на италијански, шпански, енглески, кинески, руски, чешки, немачки, македонски и словеначки језик.
Од 2004. године уредник је издавачке делатности Компаније „Новости“.

## Награде
- Златна значка КПЗ, 1985.
- Годишња награда „Борбе“, 1986.
- Гашино перо, 1998.
- Франц Кафка, Праг, 1999.
- Златна ружа, 2000.
- Змајева награда, 2000.
- Доситејева награда, 2001.
- Масарикова награда, Праг, 2001.
- Сунчани сат, 2015.
- Гордана Брајовић, 2015.
- Србољуб Митић, 2016.
- Награда Србољуб Митић, 2016.[2]
- Златни беочуг, 2017.
- Песнички прстен, 2017.[3]
- Повеља за животно дело УКС, 2020.
- Награда Библиос за животно дело, коју додељује библиотека "Влада Аксентијевић" из Обреновца, 2022.[4]
- Награда „Капетан Миша Анастасијевић”, за публицистику, 2023.[5]

## Дела

### Поезија, проза, публицистика

#### Поезија
- Толико сам мртав, 1971.
- Писак, 1985.
- Леденице, 1989.
- Директан пренос, 1989.
- Шатори од коже, 1989.
- Свето место, 1993.
- Кућни активиста, 1996.
- Ново склониште, избор, 2000.
- Аритмија, 2006.
- Скупљачи прашине, 2012.[6]
- Српске утопије, 2016.
- Кућа на песку, 2018.
- Рвање са ђаволом, 2022.[7]

#### Поезија за децу
- Срце иште градилиште, 1984.
- Смешна сећања, 1984.
- Трапаве речи, 1991.
- Петао у опери, 1991.
- Победиће деца, 1992.
- Крупне ситнице, 1996.
- Лево крило, 1998.
- Угојио се миш, 2000.
- Главате дилеме, 2001.
- Ко те шиша, 2001.
- Бесне глисте, 2001.
- Цимни ме, 2004.
- Туђе ципеле, 2005.
- Азбука паса, 2015.
- Чеда те гледа, 2016.

#### Проза
- Шведски сто, кратке приче, 1990.
- Бумеранг, роман, 1997.[8]
- Причаоница, приче за децу, 2001.[9]
- Свлачење душе, роман, 2011.[10]
- Деца олује, роман, 2013.[11]
- На метли која светли, приче за децу, 2014.
- Вук Караџић: Звездица Мина, 2016.
- Никола Тесла: Голубица Ката, 2016.
- Вучков круг, роман, 2017.
- Михајло Пупин: телефон без жица, 2020.
- Доситеј Обрадовић: пут у рајски врт, 2020.

#### Публицистика
- Ухваћена река, 1985.
- Камен у ципели, 1987.
- Благо у тестаменту - Никола Спасић, 2019.
- Видовити пастир из Идвора - Михајло Пупин, 2019.
- Кућа духовне ватре - Сима Андрејевић Игуманов, 2019.
- Дунавски капетан нежног срца - Миша Анастасијевић, 2019.
- Витез са пером у руци - Сава Поповић Текелија, 2021.
- Тапија за знање - Лука Человић Требињац, 2021.
- Дај да би опет имао - Ђорђе Вајферт, 2021.
- Књига на дукатима - Илија Милосављевић Коларац, 2021.